# غلوريا روميرو
غلوريا روميرو (16 ديسمبر 1933 – 25 يناير 2025)، هي ممثلة فلبينية، ولدت في 16 ديسمبر 1933 في الولايات المتحدة.

## وصلات خارجية
- غلوريا روميرو على موقع IMDb (الإنجليزية)
- غلوريا روميرو على موقع قاعدة بيانات الفيلم (الإنجليزية)